# Far Cry Primal
Far Cry Primal è un videogioco d'azione-avventura sviluppato da Ubisoft Montreal e pubblicato da Ubisoft. Rappresenta il secondo spin off della serie Far Cry dopo Far Cry 3: Blood Dragon. Il gioco è uscito per PlayStation 4 e Xbox One il 23 febbraio 2016 mentre per PC il 1º marzo dello stesso anno. Il gioco è ambientato nell'età della pietra e ruota attorno alla storia di Takkar, in principio un semplice cacciatore, successivamente il capo della tribù Wenja.

## Trama

### Ambientazione
Il gioco è ambientato in Europa centrale, intorno al 10.000 a.C. (Mesolitico) nell'età della pietra, un tempo in cui gli uomini imparano a usare utensili e pietre per la loro vita quotidiana, dove la sopravvivenza è una sfida continua, dove bisogna combattere contro le avversità naturali e le tribù nemiche. Nel gioco si vestiranno i panni di Takkar, un cacciatore con il compito di riunificare la sua tribù, i Wenja, al fine di dominare la terra di Oros cacciando gli acerrimi rivali Udam, guerrieri cannibali guidati dallo spietato Ull, e la tribù degli Izila, maestri del fuoco e schiavi della sacerdotessa Batari.

### Storia
La storia inizia con uno sciamano che racconta la storia dei Wenja, un popolo nomade, in pace. Dopo anni di spostamento, dei Wenja trovano la leggendaria terra di Oros, una terra stupenda, fertile e ricca dove i Wenja si stanziano e prosperano. Passano gli anni e il popolo Wenja viene attaccato dagli Udam, i guerrieri "mangiacarne" (cannibali), e dagli Izila, i maestri del fuoco. Essi conquistano Oros e sterminano il popolo Wenja, che è costretto a dividersi e a rifugiarsi nell'ombra in attesa di riconquistare quella terra leggendaria. A questo punto, entra in scena Takkar, un cacciatore Wenja, membro di un gruppo di cacciatori nomadi non proveniente da Oros.  Insieme ai suoi compagni e suo fratello Dalso, separa dalla madre e uccide un cucciolo di mammut. Dopo la caccia, Takkar e i suoi compagni cominciano a scuoiare il mammut, ma all'improvviso arriva una tigre dai denti a sciabola, che uccide i compagni di Takkar. Quest'ultimo è costretto a buttarsi da un burrone insieme a suo fratello che, però, non sopravvive alla caduta. In fin di vita, egli affida a Takkar un compito: trovare la terra di Oros e riunire i Wenja perduti.
Dopo aver seppellito suo fratello, Takkar costruisce le armi per sopravvivere, prima tra tutte l'arco. Dopo aver cacciato e mangiato, Takkar si rifugia in una caverna dove costruisce la clava. Nella caverna trova tracce del passaggio di un membro del popolo wenja. Conscio che Oros deve essere vicina, Takkar segue nella notte le tracce del wenja, facendosi luce infuocando la clava. Le tracce lo conducono ai segni di una battaglia e il cadavere di un lupo, ucciso dal wenja. Un branco di lupi, i primi predatori con cui si potrà interagire, lo attaccano. Dopo la battaglia. In cerca del wenja, Takkar arriva in una caverna, abitata dalla stessa tigre che ha ucciso i suoi compagni, dove raggiunge il wenja, scoprendo che si tratta di una ragazza. La tigre assale la donna alle spalle ma, utilizzando il fuoco, Takkar riesce a difenderla. I due sono costretti a scappare e a quel punto la ragazza lo conduce nella fertile terra di Oros. Lei si chiama Sayla, una donna la cui intera famiglia fu trucidata dagli Udam, violenta tribù di cannibali. Da allora, Sayla taglia le orecchie a ogni Udam che riesce a uccidere e le porta appese al collo, in quanto crede che tagliando le orecchie agli Udam uccisi il loro spirito sia condannato ad ascoltare le grida dei suoi familiari morti, grida che lei sente continuamente. 
Sayla porta il protagonista nella caverna dove vive. Qui, Takkar scopre che per colpa degli udam i wenja non hanno più una casa sicura a Oros. Sayla purtroppo è ancora ferita a causa dell'attacco della tigre e Takkar è costretto a uscire e trovare delle erbe mediche per curarla. Qui, fa la "conoscenza" degli Udam, che si rivelano essere resistenti e potenti, ma non troppo veloci. Tornato da Sayla, lei propone a Takkar di andare per Oros in cerca dei loro fratelli Wenja e di portarli nella zona della caverna, un rifugio sicuro dalle bestie e dagli udam, dove ricostruiranno il loro villaggio.
A questo punto Takkar può viaggiare per Oros, cacciare, combattere gli udam e gli izila, conquistare i loro avamposti, aiutare o salvare degli wenja e aumentare così la popolazione del villaggio, trovare dei materiali o delle pelli rare per migliorare le capanne del suo popolo e le sue armi, e cercare dei wenja famosi: esperti e talentuosi guerrieri, artigiani o cacciatori, che possano rafforzare la nuova comunità. Inoltre, questi wenja sensazionali permetteranno a Takkar di migliorare le sue armi, ottenere nuove abilità o conoscenze e accedere a nuovi equipaggiamenti, come il rampino, le trappole, l'arco lungo, la clava a due mani, le ricette curative e tanto altro.
Il primo wenja particolare che Takkar trova è Tensay: uno sciamano Wenja che farà viaggiare Takkar nel mondo degli spiriti donandogli un totem: un gufo reale. In seguito, manderà Takkar a domare il lupo bianco, il primo animale domabile nel gioco.
Grazie a Tensay, Takkar scoprirà di possedere il raro dono di poter comunicare con gli animali e di calmare il loro animo riuscendo così ad addomesticare molti predatori di Oros e a farli combattere al suo fianco. Tra gli animali che Takkar riuscirà a domare vi sono persino la tigre dai denti a sciabola e l'orso delle caverne; inoltre, riuscirà ad acquisire la sicurezza necessaria ad avvicinare addirittura alcuni giovani mammut, che si faranno cavalcare. Potrà addomesticare anche le "belve leggendarie", pericolosi predatori che terrorizzano Oros, tra cui la tigre "Denti di Sangue", la stessa responsabile della morte dei suoi compagni. Takkar diverrà così un guerriero temuto e leggendario in tutta Oros con il soprannome di "Maestro di belve" e proprio questa sua abilità gli farà guadagnare il rispetto del popolo Wenja, che lo eleggerà a suo capo. Takkar riuscirà quindi a rendere il suo villaggio sempre più forte e numeroso e a conquistare sempre più zone di Oros.  
Ma la minaccia delle altre tribù incombe sul villaggio di Takkar: gli Udam e gli Izila non vogliono permettere a un altro popolo di aggiungersi al regno di Oros, non essendo disposti a condividere le loro zone di caccia. Takkar dovrà quindi affrontare le tribù avversarie e i loro capi: Ull, temibile e fortissimo capo degli Udam, e la cosiddetta "figlia del sole", ovvero Batari, leader degli Izila che, essendo nata durante un'eclissi, viene considerata l'erede della dea del sole "Suxli" e che, grazie a questa leggenda, spaventa tutti gli abitanti di Oros. Dopo varie battaglie e avventure, alla fine del gioco, Takkar riesce a uccidere sia Ull che Batari, permettendo ai Wenja di diventare la tribù più forte di Oros. Takkar decide, tuttavia, di risparmiare e portare con sé i figli di Ull, due bambini Udam, per proteggerli dalla malattia che il loro popolo aveva contratto e che li stava decimando. Takkar fa poi accogliere i bambini Udam nel villaggio Wenja. 
Alla fine del gioco, si scopre che la figlia maggiore di Ull, seguendo l'esempio di Takkar, scopre di possedere anche lei il dono di domare gli animali e riesce a calmare lo spirito di un orso delle caverne, addomesticandolo al suo volere; ciò fa intuire che Takkar, la ragazza e i Wenja manterranno il controllo delle terre di Oros grazie al dono di poter addomesticare qualsiasi animale e poter dunque vivere incontrastati a Oros.

## Modalità di gioco
Far Cry Primal è un videogioco d'azione-avventura. Il gioco ha come ambientazione Oros, che è un open world pieno di natura selvaggia preistorica. Dato che il gioco è ambientato in tempi preistorici, è stato rimosso il classico sistema di armi e la guida di veicoli, e i giocatori possono solo ottenere accesso ad armi da corpo a corpo, come lance e clave, e ad armi a corto raggio, come gli archi. I giocatori non possono acquistare le armi, e dovranno crearsele con i materiali reperiti nel mondo di gioco. Col progredire dell'avventura, saranno in grado di creare armi sempre più letali. I giocatori dovranno anche cacciare per nutrirsi e imparare a creare il fuoco. A parte i predatori naturali, i giocatori potranno comandare e/o cacciare le tribù dall'area di esplorazione.
Il gioco, inoltre, presenta un ciclo giorno-notte, che incide sul gameplay. Di notte, alcuni nemici sono più aggressivi e pericolosi.
Far Cry Primal non ha il multigiocatore online come i suoi predecessori. Inoltre, è il primo della serie in cui si possono domare e cavalcare belve, come ad esempio la tigre dai denti a sciabola e l'orso bruno.
Inoltre, nel gioco è presente un inventario dove costruire armi, sacchi e altri oggetti; tra questi ci sono:
- Arco - Livello 1: l'arco è in grado di sparare frecce a media distanza. 
  - Livello 2: ora è possibile utilizzare il tiro rapido per sparare frecce più velocemente.
- Clava: la clava è un'ottima arma corpo a corpo ed è capace di infliggere più danni se caricata.
- Lancia: la lancia è un'arma molto agile e se viene lanciata infligge più danni.
- Scheggia di pietra - Livello 1: la scheggia di pietra si lancia per uccidere i nemici, i colpi alla testa sono letali (con l'abilità Abbattimento con scheggia si può lanciare la scheggia al nemico davanti mentre si abbatte l'altro).
  - Livello 2: ora la scheggia può penetrare le protezioni alla testa.
- Fionda: al posto di tirare un sasso con le mani, la fionda può lanciarlo più lontano e se si colpisce alla testa un nemico, morirà subito (con l'abilità Fionda di precisione la fionda può penetrare le protezioni alla testa).

### Personaggi
- Takkar: eroe del gioco, è un uomo adulto di etnia Wenja; aveva un fratello di nome Dalso che muore a seguito dell'attacco di una tigre (anche se tutti i Wenja si qualificano reciprocamente come fratelli e sorelle e, pertanto, si ignora se questo legame possa essere considerato "di sangue"). Dotato di ottime qualità fisiche e di un altrettanto formidabile intelligenza, ha una particolare predisposizione ai combattimenti e alla caccia. Grazie allo sciamano Tensay, Takkar scoprirà inoltre di possedere il dono più unico che raro di poter domare animali selvaggi e feroci, calmando i loro spiriti e addomesticandoli. Con questa abilità fuori dal comune, in breve tempo Takkar diverrà il capo assoluto degli Wenja per i quali sarà noto come "Uarpatì" ovvero "maestro di belve", soprannome che lo renderà temuto in tutta la terra di Oros.
- Sayla: è una donna di etnia Wenja, primo personaggio che Takkar incontra. È un'esperta di piante e conosce tutte le loro proprietà benefiche e curative. È anche un'abile combattente e colleziona orecchie di Udam. È lei a chiedere a Takkar di uccidere Ull, che ha massacrato il suo popolo.
- Tensay: è un vecchio sciamano di etnia Wenja. Grazie a lui Takkar apprende di possedere l'abilità di domare gli animali del gioco e avrà inoltre la capacità di migliorare questo dono e di addomesticare belve sempre più grandi e feroci; attraverso alcune pozioni da lui preparate, Tensay è inoltre in grado di indurre delle visioni a Takkar, grazie alle quali quest'ultimo capirà meglio i suoi nemici (ovvero gli Udam e gli Izila) e come sconfiggerli.
- Jayma: è un'esperta cacciatrice Wenja; chiama Takkar "piedi di mammut" sin dal loro primo incontro, in quanto lo reputa un cacciatore molto rumoroso. È lei a far scoprire a Takkar le missioni di "caccia del maestro" in cui il protagonista può confrontarsi con potenti animali leggendari e persino domare molti di essi. A detta di Jayma, lei stessa ha combattuto contro alcune di tali belve, come del resto testimoniano le numerose cicatrici sul suo corpo.
- Karoosh: è un guerriero Wenja che adora la battaglia; suo figlio è stato ucciso da un Udam di nome Mog, che ha anche ferito Karoosh permanentemente ad un occhio, pertanto egli desidera vendicarsi e uccidere l'assassino di suo figlio. Rispetta moltissimo Takkar per la sua forza e lo considera un fratello. Il suo aspetto ricorda molto quello del personaggio di "Snake" della saga Metal Gear Solid.
- Wogah: è un vecchio artigiano di etnia Wenja. È privo del braccio sinistro, in quanto, a sua detta, gli è stato divorato da un Udam. Inizialmente crede che Takkar sia un Udam e lo farà cadere in una trappola da lui preparata, per poi urinargli addosso per dispetto. Per questo motivo, in seguito, chiamerà Takkar "uomo piscio". La sua abilità nella lavorazione degli oggetti, malgrado la sua disabilità, permette a Takkar di realizzare diversi utensili. Inoltre, esplorando la caverna di Wogah, Takkar troverà un potente rampino da lui fabbricato e che porterà con se per il resto del gioco, per poter scalare montagne e calarsi da precipizi.
- Urki: è un Wenja a cui piace vivere da eremita. È stupido ma molto amichevole e simpatico, pensa di poter volare o resistere ai colpi delle lance grazie alle sue strampalate invenzioni, ma ogni volta queste si dimostrano un fallimento. Alla fine si unisce anche lui al villaggio Wenja di Takkar, ma sarà l'unico dei personaggi principali a non volere una capanna. Il suo personaggio è simile per molte caratteristiche al personaggio di Hurk, pazzo dinamitardo apparso nella serie a partire da Far Cry 3.
- Ull: è il capo degli Udam, un colosso d'uomo che si è fabbricato una corazza fatta di ossa di animali e con una pelle d'orso polare sulle spalle. Non prova alcuna pietà per i Wenja, che considera degli esseri deboli. Infatti Ull come molti altri Udam, chiama i Wenja con il soprannome dispregiativo "sanguemolle", per indicare la loro inferiore forza fisica. Si dedica abitualmente a massacri grazie alla propria possente clava che uccide in un sol colpo. Ha due figli, una bambina piuttosto giovane e un neonato.
- Dah: è un capo guerriero Udam molto forte, luogotenente di Ull. Takkar lo sconfiggerà, sterminando inoltre il campo Udam da lui capeggiato. Inizialmente anche Dah, come Ull, possiede una possente armatura fatta di ossa di animali, tuttavia gli verrà distrutta quando sarà sconfitto in combattimento da Takkar. Dah è inoltre un esperto nella preparazione di veleni, cosa che indurrà Takkar a risparmiargli la vita, in modo da farsi insegnare come preparare la cosiddetta "malaerba", una tossina creata dagli Udam, la cui prolungata esposizione induce le persone alla pazzia. Dah si unirà alla causa di Takkar e diverrà suo alleato, dopo che questi lo porterà al suo villaggio e lo difenderà dagli altri Wenja.
- Batari: la spietata sovrana degli Izila, è chiamata "figlia del sole", in quanto nata durante un eclissi solare. Per questo motivo, gli Izila credono che possieda poteri sovrannaturali e la temono al punto di servirla e venerarla come una dea. Batari conosce la lingua Wenja e Udam, ed è solita giustiziare personalmente e per puro divertimento i membri di queste tribù che considera inferiori. Tuttavia, riconoscerà Takkar come il famoso "maestro di belve" e colpita da questa sua abilità gli offrirà di unirsi agli Izila, ma solo se accetterà di diventare il suo servitore. Dopo il rifiuto di Takkar, Batari giurerà guerra a lui e agli altri Wenja.
- Roshani: è un capo guerriero Izila, luogotenente di Batari, anch'egli conosce il linguaggio Wenja e Udam. È un esperto di bombe incendiarie e dopo che Takkar avrà sconfitto lui e tutto il campo Izila da lui capeggiato, Roshani convincerà Takkar a risparmiargli la vita con il compromesso di aiutare i Wenja, insegnando loro le conoscenze e i segreti degli Izila.

### Caccia e animali
Far Cry Primal essendo ambientato in epoca preistorica è caratterizzato dalla megafauna, nel gioco ci sono i seguenti animali da cacciare:
- Mammut lanoso (può essere giovane, e si può cavalcare, o anziano, più grande e pericoloso)
- Rinoceronte lanoso
- Tigre dai denti a sciabola
- Orso delle caverne
- Megalocero
- Lupo grigio eurasiatico
- Leone delle caverne
- Leopardo delle nevi
- Gufo reale (comparirá solo nei panni dell'animale totem di Takkar)
- Testuggine greca
- Aquila reale
- Corvo imperiale
- Licaone
- Cervo
- Giaguaro
- Capra
- Cinghiale
- Tasso
- Tapiro
- Yak
- Pesce demone
- Coturnìce
- Gallo rosso
- Vipera berus
- Coccodrillo
- Orso bruno eurasiatico
- Scimmia

Si possono domare anche degli animali rari che possono avere abilità più potenti di quelli normali come:
- Dhole nero raro
- Lupo striato raro
- Giaguaro nero raro
- Leone nero raro

Nel gioco sono presenti anche le Cacce del maestro, sbloccabili con Jayma.
A un certo punto della storia, si potranno domare:
- Tigre denti di sangue
- Grande orso sfregiato
- Lupo sangue di neve
- Mammut zanne di sangue (solo cacciabile)

### Animali domabili
- Licaone
- Licaone raro
- Lupo
- Lupo bianco
- Lupo striato raro
- Giaguaro
- Giaguaro nero raro
- Leopardo
- Leone delle caverne
- Leone nero raro
- Tasso
- Orso bruno eurasiatico
- Tigre dentilunghi
- Orso delle caverne
- Grande orso sfregiato
- Tigre dentidisangue
- Lupo sangue di neve

## Sviluppo
Lo sviluppo del gioco è supervisionato da Ubisoft Montreal, sotto la cui guida si trova Ubisoft Toronto.
Quando fu chiesto al direttore creativo Alex Hutchinson quando ci sarebbe stato per Far Cry 4 una espansione stand-alone come fu Blood Dragon per Far Cry 3, egli dichiarò che non ci sarebbe stata, ma che invece stavano pianificando qualcosa che avrebbe sorpreso i fan.
Il 5 gennaio 2015, Ubisoft lanciò un sondaggio in cui domandò quale fosse il loro Far Cry preferito, inoltre il sondaggio chiedeva anche opinioni su temi come vampiri, zombi, dinosauri, un mondo post-apocalittico, e locazioni moderne come il Perù.
Il 6 ottobre 2015 Ubisoft annuncia il suo nuovo progetto in streaming Tuttavia IGN Turchia aveva annunciato il gioco diverse ore prima a causa di una fuga di notizie ed immagini.
Il direttore creativo del gioco è Jean-Christophe Guyot, che ha lavorato su diversi capitoli di Prince of Persia.

## Aspetti storici ed errori
Alcuni animali vengono chiamati in modo errato per esempio Megalocero/Alce alto, Pesce tigre/azzanatore, licaone/Dhole e il Leopardo delle nevi semplicemente Leopardo, anche se ciò può essere attribuito al fatto che il gioco cerca di mantenere un linguaggio primitivo per descrivere tali animali (vedasi anche lo Smilodonte, descritto come "Tigre denti lunghi" invece che "Tigre dai denti a sciabola", nome più attuale). Inoltre i membri della tribù degli Udam presentano una forte rassomiglianza all'uomo di Neanderthal, possedendo una corporatura più tozza e robusta e un cranio non globulare come gli Wenja e gli Izila, che invece non presentano alcuna differenza fisica rispetto all'uomo attuale. Inoltre nel gioco viene fatto intuire che gli Udam si stiano estinguendo (proprio come successo all'uomo di Neanderthal, anche se per ragioni ecologiche diverse) a causa di una rara malattia da loro contratta, probabilmente causata dall'accoppiamento tra consanguinei, essendo isolati dalle altre tribù, e dal cannibalismo da loro adottato per sopravvivere alla grave carenza di cibo che hanno dovuto sopportare durante l'Era Glaciale. Tale malattia, nel gioco, viene chiamata "fuoco in testa" e sembra portare tutti gli Udam, poco a poco, alla morte. Per questo motivo, Takkar deciderà di accogliere nel suo villaggio due bambini Udam per vivere insieme agli Wenja (Homo sapiens), il che fa intuire l'incrocio delle due specie. L'incrocio tra le due specie è realmente avvenuto come testimoniano alcuni frammenti genici dei Neanderthal tuttora presenti nel patrimonio genetico dell'umanità moderna, esclusi gli africani sub-sahariani. Tuttavia, nella realtà Homo neanderthalensis si era estinto attorno al 40.000 a.C., ovvero 30.000 anni prima dell'ambientazione di questo gioco (il 10.000 a.C.). Di conseguenza, la tribù degli Udam non dovrebbe essere presente nel gioco, anche se potrebbero essere sopravvissute per un certo periodo di tempo delle popolazioni relitte ed isolate in aree geografiche ristrette (come avvenuto per altre specie dell'Era Glaciale, come i Mammut nell'Isola di Wrangel), il che spiegherebbe l'esistenza degli Udam  nella storia del gioco in quanto ultimi esemplari dell'Uomo di Neanderthal.
Altra inesattezza storica è la presenza dell'orso delle caverne all'interno del gioco. Quest'ultimo infatti è ambientato nel 10.000 a.C., agli inizi dell'Olocene (epoca geologica in cui tutt'oggi ci troviamo). Tuttavia, l'orso delle caverne si estinse 24.000 anni fa, durante il tardo Pleistocene, ossia 12.000 anni prima dell'epoca in cui il gioco è ambientato (salvo attribuire la stessa spiegazione data per la presenza degli Udam).